# Bridgette McCarthy
Bridgette McCarthy ist eine ehemalige britische Judoka, die 1980 Weltmeisterschaftsdritte war.

## Sportliche Karriere
Bridgette McCarthy kämpfte im Halbleichtgewicht, der Gewichtsklasse bis 52 Kilogramm. Bei den Europameisterschaften 1979 in Kerkrade bezwang sie in der Vorrunde unter anderem die Französin Pascale Doger und verlor gegen die Österreicherin Edith Hrovat. Im Halbfinale unterlag sie der Niederländerin Hennie Matteman und erhielt eine Bronzemedaille. Im Jahr darauf erreichte sie bei den Europameisterschaften 1980 in Udine das Finale und gewann Silber hinter der Italienerin Patricia Montaguti. Bei den ersten Weltmeisterschaften im Frauen-Judo 1980 in New York siegte im Halbleichtgewicht Edith Hrovat vor der Japanerin Kaori Yamaguchi, dahinter erhielten Bridgette McCarthy und Pascale Doger die Bronzemedaillen. 
Bridgette McCarthy war 1980 britische Meisterin im Halbleichtgewicht und 1981 im Leichtgewicht.